# Kanton Issoudun
Der Kanton Issoudun ist seit 1790 ein französischer Wahlkreis im Arrondissement Issoudun, im Département Indre und in der Region Centre-Val de Loire; sein Hauptort ist Issoudun.

## Gemeinden
Der Kanton besteht aus sechs Gemeinden mit insgesamt 13.073 Einwohnern (Stand: 1. Januar 2022) auf einer Gesamtfläche von 153,18 km²:
| Gemeinde                | Einwohner 1. Januar 2022 | Fläche km² | Dichte Einw./km² | Code INSEE | Postleitzahl |
| ----------------------- | ------------------------ | ---------- | ---------------- | ---------- | ------------ |
| Chouday                 | 145                      | 30,00      | 5                | 36052      | 36100        |
| Issoudun                | 10.953                   | 36,60      | 299              | 36088      | 36100        |
| Les Bordes              | 824                      | 16,30      | 51               | 36021      | 36100        |
| Migny                   | 110                      | 13,35      | 8                | 36125      | 36260        |
| Saint-Georges-sur-Arnon | 554                      | 23,87      | 23               | 36195      | 36100        |
| Ségry                   | 487                      | 33,06      | 15               | 36215      | 36100        |
| Kanton Issoudun         | 13.073                   | 153,18     | 85               | 3609       | –            |